# Пахемнеджер III
Пахемнеджер III (*XIII ст. до н. е.) — давньоєгипетський діяч XIX династії, верховний жрець Птаха у Мемфісі за володарювання фараона Сеті II.

## Життєпис
Походив зі жрецького роду Мемфісу. Син Меха та Нени. Розпочав кар'єру наприкінці правління Рамсеса II. Обіймав посади сежерця, відповідального за рухи Птаха під час церемоній, а також Божественного батька. Потім призначається на посаду намісника Єгипту.
В правління фараона Сеті II стає верховним жерцем Птаха та найбільшого начальника над ремісниками (на кшталт головного архітектора держави). Згодом стає скарбником фараону.
Знайдено стела Пахемнеджера III поруч з його попередником Горі I. Також археологами виявлено численні рельєфи з зображенням цього посадовця. Він полюбляв супроводжувати власні написи повідомленнями про своїх попередників. Відомі також численні ушебті з ім'ям Пахемнеджера III.
Помер за фараона Сеті II. Поховано в гробниці в некрополі Саккара.